# Jászivány
Jászivány là một thị trấn thuộc hạt Jász-Nagykun-Szolnok, Hungary. Thị trấn này có diện tích 39,51 km², dân số năm 2010 là 388 người, mật độ 10 người/km².